# سفر لاویان

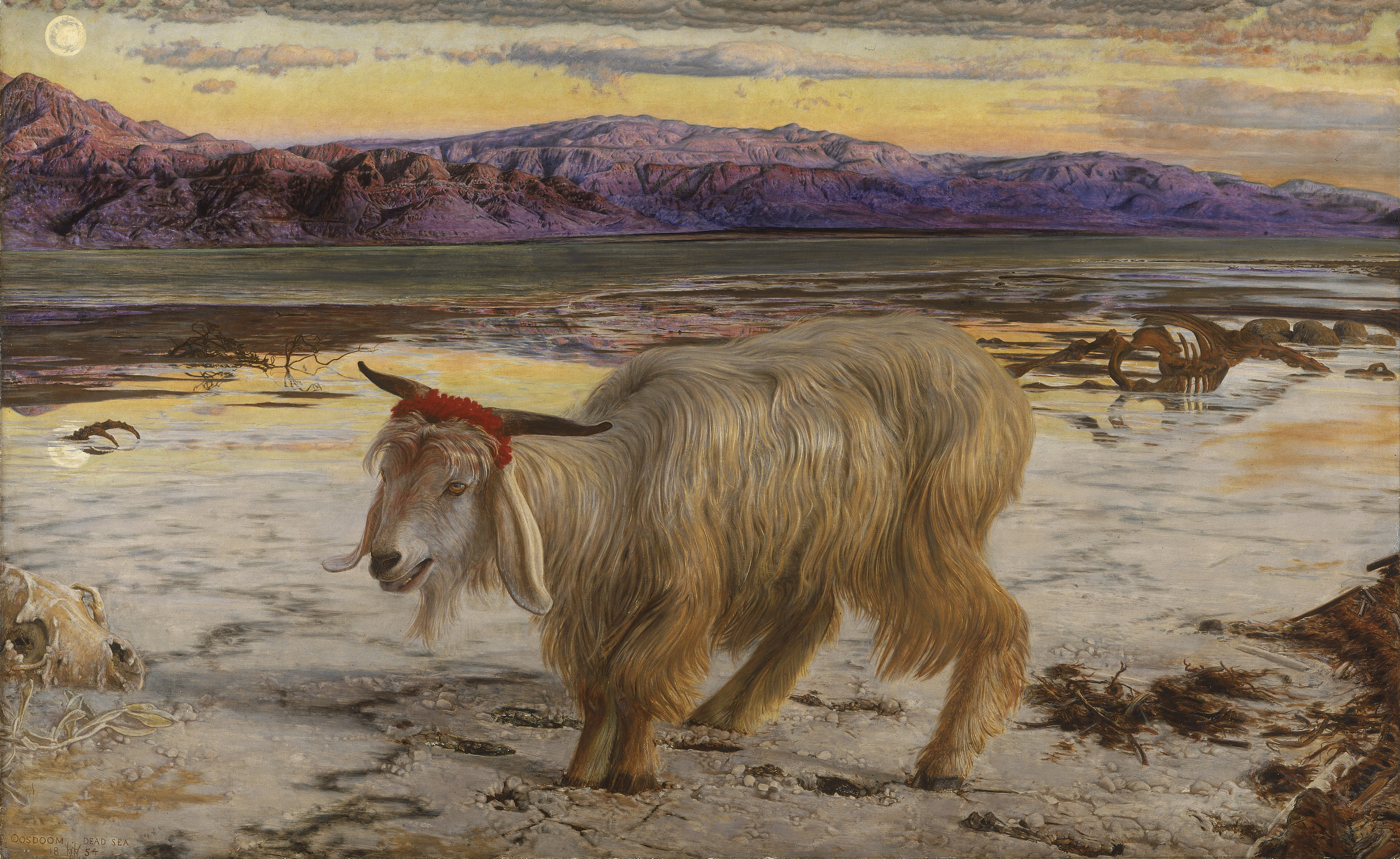
بز طلیعه در سفر لاویان توصیف شده‌است. در روز یوم‌کیپور باید شاخ‌های بزی را در پارچه‌ای قرمز به عنوان گناهان جامعه، بپیچند و رهایش کرد.

سِفر لاویان (عبری:וַיִּקְרָא به معنی «و او می‌خواند») (به انگلیسی: Book of Leviticus (/lɪˈvɪtɪkəs/))، از کتابهای تورات در عهد عتیق و مشتمل بر بیست و هفت فصل است. یهودیان و مسیحیان معتقدند که قوانین و مقررات این کتاب در زمانی که بنی‌اسرائیل در کوه سینا اردو زده بودند؛ به موسی وحی شده‌است. بیشتر قوانین شرعی یهود دربارهٔ طهارت، اخلاق، روزهای مقدس و رسوم مذهبی از این کتاب گرفته شده‌است.
تَوْرات (به عبری: תּוֹרָה) (تلفظ عبری: توراه)؛ نامی است عبری که به پراهمیت‌ترین نوشتار یهود داده شده و به باور آنان به‌وسیله یهوه (خداوند) به موسی وحی شده‌است. تورات اولین بخش از کتاب «تنخ» بوده و مشتمل بر پنج کتاب می‌باشد. به همین خاطر، گاه «اسفار پنج‌گانه» و «کتب پنجگانه موسی» نیز خوانده می‌شود.
این پنج کتاب، به این نام‌ها معروفند:
- برشیت בראשית (پیدایش)
- شموت שמות (خروج)
- وییقرا ויקרא (لاویان)
- بمدیبار במדבר (اعداد)
- دواریم דברים (تثنیه)

تَنَخ (به انگلیسی: Tanakh) یا تَناخ (به عبری: תנ"ך)، نام عبری کتاب مقدس یهودیان است که نزد مسیحیان، تورات عبری خوانده می‌شود و با برخی تغییرات و اضافات با عنوان عهد عتیق در کتاب مقدس مسیحیان جای گرفته‌است و مشتمل بر سه بخش است:
- تورات یا تورا (به عبری: תורה) (فرمان یا شریعت)
- نوییم (به عبری: נביאים) یا کتب انبیا
- کتوویم (به عبری: כתובים) یا مکتوبات (نوشته‌ها)

تنخ در حقیقت کلمه‌ای است که از ترکیب حرف نخست این سه واژه در زبان لاتین ساخته شده‌است.